# Die Kabarett-Königin
Die Kabarett-Königin ist ein deutsches Stummfilmmelodram aus dem Jahre 1913 mit Tatjana Irrah in einer ihrer ersten Filmrollen.

## Handlung
Die Warenhausverkäuferin Olga Seifert ist ein liebes, nettes Mädchen, ein wenig naseweis und keck, aber sehr beliebt. Ihr Vater ist Vorarbeiter in einer Maschinenfabrik, ihre Mutter verhätschelt sie. Olga hat reichlich Flausen im Kopf, sie träumt davon, eines Tages reich und berühmt zu sein. Olga liebt den Tanz, und als sie eines Tages auf dem warenhauseigenen Verpackungstisch ihren Kollegen einen neuen Tanz vorführt, wird sie dabei von ihrem Chef überrascht und sofort gefeuert. Olga sieht dies auch als Chance und geht zu einer Künstleragentur, in der Hoffnung, im Varieté als Tänzerin auftreten zu können. Weder ihre Eltern noch ihr Verlobter Robert wissen von Olgas Rauswurf, und sie möchte dies auch weiterhin geheim halten.
Da Robert stets erst etwas Eigenes schaffen wollte, ehe der Student bei Olga um ihre Hand anhalten kann, hat er damit bis zum soeben bestandenen Examen gewartet. In ihrer Panik, nunmehr all ihre eigenen Träume begraben zu müssen, lässt Olga ihr gesamtes bisheriges Leben, ohne eine Nachricht zu hinterlassen, hinter sich und verlässt das Elternhaus und die Heimatstadt. Obwohl sie durch zähen Kampf als Varietétänzerin in der kommenden Zeit reüssiert, verrät Olga auch weiterhin ihren Eltern nichts von ihrem neuen Leben, da sie annimmt, dass der Vater damit nicht einverstanden sein wird. Olga hat sich einen Künstlernamen zugelegt und kehrt daher guten Gewissens für ein interessantes Engagement auch wieder in ihre alte Heimat zurück. Ihr Vater ist derweil in seinem Beruf die Karriereleiter aufgestiegen und arbeitet nunmehr als Werkmeister bei den Holzmann’schen Eisenwerken. Wie kann er ahnen, dass sein oberster Chef, Herr Holzmann, ein begeisterter Fan dieser jungen Artistin ist, die im Rahmen eins Varietés in dieser Stadt aufzutreten gedenkt?
Olga wird von Holzmann mit Geschenken geradezu überhäuft und lässt sich schließlich nach langem Bitten auf ein Rendezvous ein. Selbiges soll in der Holzmann‘schen Wohnung stattfinden, vor der sich jedoch eine Reihe wütender Arbeiter versammelt haben, die gerade dabei sind, das Appartement zu stürmen. Unter ihnen befindet sich auch Olgas Vater, der prompt zu dem Zeitpunkt anwesend ist, als der Holzmann’sche Luxuswagen mit der Tochter Olga vor der Wohnung vorfährt. Die Arbeiter sind aufgebracht, ein Betriebsunfall am Vortag lässt sie für bessere Sicherheitsbedingungen demonstrieren. Ohne selbst gesehen zu werden, wird Olga Zeugin dieses Streiks und erkennt sofort die Stimme ihres Vaters. Die Situation eskaliert: Holzmann weist die Demonstranten barsch zurück, die wollen daraufhin handgreiflich werden, woraufhin Holzmann plötzlich einen Revolver aus der Tasche zieht und damit vor seiner von Vater Seifert angeführten, aufgebrachten Arbeiterschar herumfuchtelt.
Da ertönt ein Schrei, und Olga ruft, während sie sich zwischen die beiden Männer stürzt: „Nicht schießen! Es ist mein Vater!“. Der alte Seifert ist entsetzt. Seine Tochter ist nicht nur eine Tingeltangelkünstlerin, sondern auch noch die Geliebte des verhassten Fabrikdirektors?! Seifert will seinem Chef einen Kinnhaken verpassen und trifft versehentlich seine Tochter, die sich noch immer zwischen die beiden Streithähnen gestellt hat und daraufhin zu Boden sackt. Beide Männer erkennen erst jetzt, wohin ihr hitzköpfiges Verhalten sie geführt hat. Am kommenden Tag begibt sich Direktor Holzmann zu Olgas Vater und bittet um die Hand Olgas. Dieser wiederum übergibt der Direktor und Ehemann in spe ein Dokument, auf dem schwarz auf weiß geschrieben steht, dass Holzmann den Forderungen der Arbeiterschaft nachkommen und überdies einen beträchtlichen Geldbetrag für die Errichtung einer betrieblichen Krankenversicherung zur Verfügung stellen wird. So hat die Liebe nicht nur zwei Menschen zusammengebracht, sondern auch den Zwist zwischen Arbeiterschaft und Kapital überwunden.

## Produktionsnotizen
Die Kabarett-Königin entstand im Frühjahr 1913 im Duskes-Filmatelier in der Blücherstraße 12, passierte im April 1913 die Filmzensur und wurde am 31. Mai 1913 uraufgeführt. Der Film besaß eine Länge von 1140 Meter, verteilt auf drei Akte.